# Liste der Monuments historiques in Portets
Die Liste der Monuments historiques in Portets führt die Monuments historiques in der französischen Gemeinde Portets auf.

## Liste der Bauwerke
| Bezeichnung           | Beschreibung | Standort | Kennzeichnung | Schutzstatus   | Datum     | Bild           |
| --------------------- | ------------ | -------- | ------------- | -------------- | --------- | -------------- |
| Schloss Portets       |              | (Lage)   | PA33000172    | Inscrit        | 2013      | weitere Bilder |
| Château de l'Hospital |              | (Lage)   | PA00083671    | Classé Inscrit | 1973 2013 |                |
| Schloss Mongenan      |              | (Lage)   | PA00083672    | Inscrit        | 2003      | weitere Bilder |
| Haus Gaubert          |              | (Lage)   | PA00083673    | Inscrit        | 1987      | weitere Bilder |

## Liste der Objekte
| Bezeichnung               | Beschreibung                | Standort                 | Kennzeichnung | Schutzstatus | Datum | Bild |
| ------------------------- | --------------------------- | ------------------------ | ------------- | ------------ | ----- | ---- |
| Skulptur Madonna mit Kind | Eichenholz, 15. Jahrhundert | in der Kirche St-Vincent | PM33000630    | Classé       | 1930  |      |